# JHymn
JHymn (Java Hear Your Music aNywhere, en español, Java, escucHar cualquYer Música tuya eN cualquier lugar) es un programa informático (software), que ofrece una interfaz gráfica de usuario para el programa-proyecto Hymn (himno). JHymn está escrito en Java. Extiende las funcionalidades de Hymn, añadiéndole la posibilidad de añadir, eliminar y actualizar átomos de MPEG-4 en los tipos de archivo M4A, M4B,  M4P y MP4. El programa y su código fuente están disponibles bajo licencia GNU. JHymn fue codificado por un programador anónimo que usa el apodo de Futureproof en el foro de Hymn.
Un uso común de JHymn es eliminar las restricciones de gestión de derechos digitales (DRM) FairPlay de los archivos comperados en iTunes Store de Apple.
La mayoría de los programas de eliminación de DRM se basan en la re-compresión de los archivos multimedia que son capturados después de salir por iTunes. Esto provoca cierta pérdida de calidad. Sin embargo, Hymn puede eliminar los DRM sin reducción en la calidad de sonido, ya que captura la fuente pura de AAC generada por iTunes al abrir cada canción, y guarda estos datos mediante una estructura de compresión idéntica a la de la archivo original, conservando la calidad y el tamaño de archivo pequeño. Los archivos resultantes pueden ser reproducidos fuera del entorno de iTunes, incluyendo sistemas operativos no compatibles con iTunes. Funciona (con un iPod enchufado al ordenador) en Mac OS X, en muchas variantes de Unix, y también en Windows (con o sin iPod).
JHymn, al igual que Hymn, sólo funciona con los iTunes de versión anterior a la 6.0. Sin embargo, la compra de música con estas versiones anteriores ya no es admitida por Apple. El proyecto Hymn actualmente sigue trabajando en una solución para que su software trabajará con los clientes de iTunes 6.0 y posteriores. El sitio web de Hymn anunció que, como los usuarios ya no pueden comprar música con iTunes 5 o superior, la eliminación de DRM de iTunes por el momento se logra mejor con el uso de MyFairTunes6 o QTFairUse6. Estos programas no funcionan con la última versión de iTunes (8.0.1 a partir del 3 de octubre de 2008).